# Geibenstetten
Geibenstetten  ist ein Stadtteil von Neustadt an der Donau und eine Gemarkung im Landkreis Kelheim in Niederbayern.

## Lage

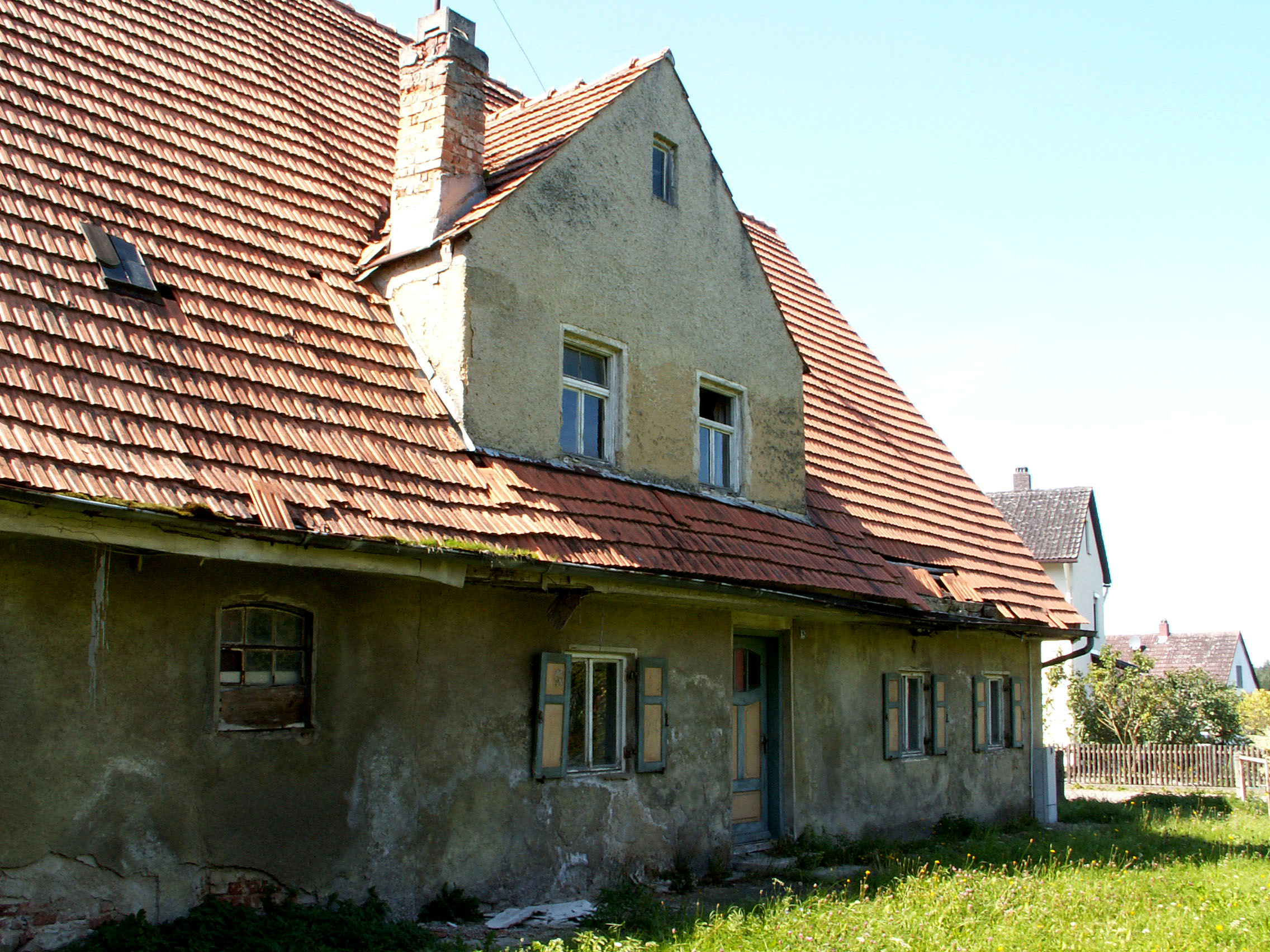
Geibenstetten – Bauernhof gegenüber Kirche 2006

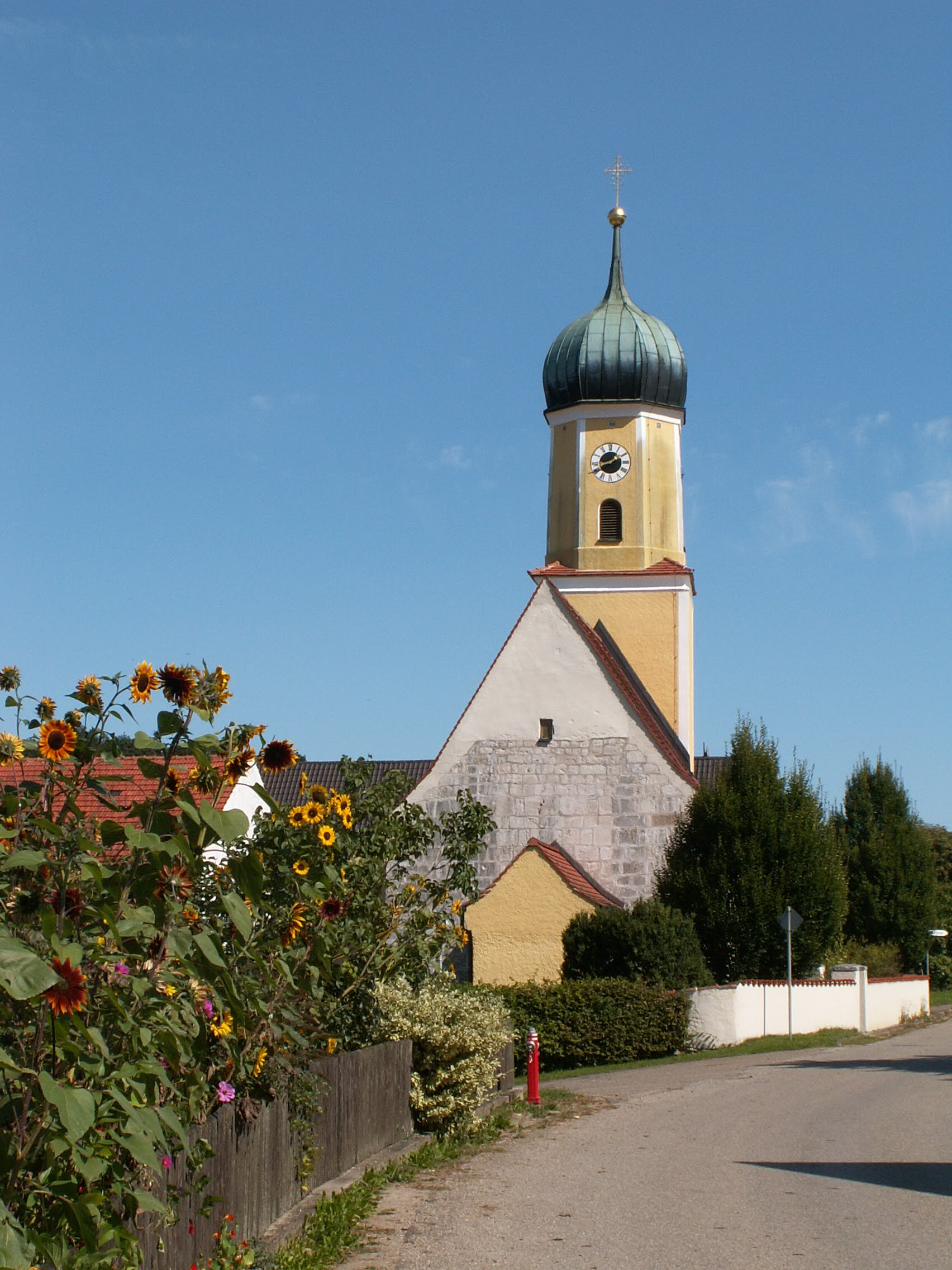
Kirche in Geibenstetten von Westen

Das Kirchdorf liegt am Rand des Hallertauer Hügellandes, inmitten einer Rodungsinsel des Dürnbucher Forstes am südlichen Hang des Donautales. Neustadt an der Donau ist in nördlicher Richtung etwa 3 km entfernt. Regensburg ist in östlicher Richtung ungefähr 45 km, Ingolstadt in westlicher 30 km. München liegt 90 km südlich des Ortes.
Die Gemarkung Geibenstetten hat eine Fläche von 238,72 Hektar, nur den Gemarkungsteil 0 und liegt vollständig auf dem Stadtgebiet von Neustadt a.d.Donau. Sie setzt sich aus 430 Flurstücken zusammen und bildet vier Teilflächen. Auf der größten Teilfläche liegt das Dorf Geibenstetten, nördlich davon liegt eine etwa 1,49 Hektar große unbewohnte Teilfläche aus einem Flurstück bestehend, die von den Gemarkungen Mühlhausen, Dürnbucher Forst und Neustadt a.d.Donau umgeben ist. Die beiden weiteren Teilflächen sind Exklaven der Stadt Neustadt a.d.Donau im Dürnbucher Forst, eine mit etwa 29,4 Hektar mit dem Ort Umbertshausen und eine weitere unbewohnte südlich davon und nordwestlich des Nebelbergs (397 m) mit etwa 9,31 Hektar, darauf die große und die kleine Nebelwiese.

## Geschichte
Wie bei vielen Orten im Bereich des Dürnbucher Forstes ist auch beim Ort Geibenstetten anzunehmen, dass es sich um eine Rodungsgründung von dem von Herzog Tassilo III. zu diesem Zweck gegründeten Kloster Münchsmünster aus der zweiten Hälfte des 8. Jahrhunderts handelt. Das Dorf soll 1189 in einer Tradition des Klosters Biburg als „Gisemunstetten“ erstmals urkundlich erwähnt worden sein. Andere Quellen gehen davon aus, dass Geibenstetten im Urbarium Dicatuus Baiuwariae anitquissimum, dem ältesten Herzogsurbar in der Zeit um 1240 erstmals urkundlich erwähnt wurde. Der Ort trat auch unter der Bezeichnung „Geysenstetten“ in Erscheinung.
Zur ehemals selbständigen Pfarrei Geibenstetten gehörten der Ort Neukirchen und der ebenfalls inmitten des Dürnbucher Forstes gelegene Weiler Umbertshausen, welcher zuweilen auch „Sumerts-“ oder „Sommertshausen“ genannt wurde. Forstwegbezeichnungen wie „Neukirchner Totenweg“ oder „Umbertshauser Kirchweg“ erinnern noch an die beiden Filialen. 1640 verlor Geibenstetten seine Eigenschaft als selbständige Pfarrei und wurde nach Mühlhausen umgesprengelt. Bei Bildung der politischen Gemeinden in den Jahren 1808/1818 wurden Geibenstetten und das aus vier Gehöften bestehende Umbertshausen zu einer Einheit zusammengefasst. Im Rahmen der Gebietsreform erfolgte am 1. Januar 1978 die Eingliederung der Gemeinde Geibenstetten in die Stadt Neustadt an der Donau.

## Kirche

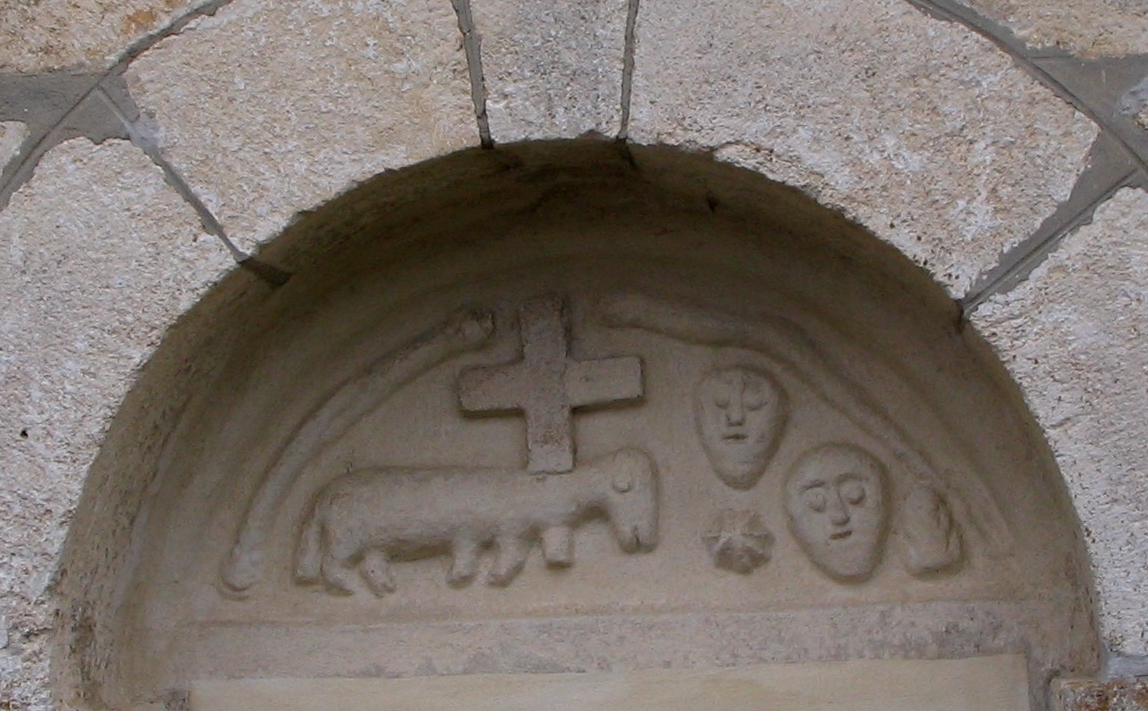
Tympanon

Die ehemalige Pfarrkirche St. Andreas wurde im ausgehenden 12. Jahrhundert als romanische Anlage errichtet. Sie ist als solche noch erhalten. Im 18. Jahrhundert wurde der Turm im Stile des Barock renoviert. Das Tympanon des ursprünglichen, romanischen Kirchenportals, welches im Jahre 1843 vermauert wurde, zeigt ein Lamm mit einem Kreuz, zwei Köpfe und weitere Fabelwesen.

## Wirtschaft und Infrastruktur
Das Dorf ist mit Schwerpunkt Hopfenanbau ausschließlich land- und forstwirtschaftlich geprägt. Die Einwohnerzahl beträgt 147. Geibenstetten besitzt ein kleines Freibad.